# Burgas
Burgas (búlgaro: Бургас) é um município da Bulgária localizado na província de Burgas. Possui 205.467 habitantes (31/12/2008).
Era conhecida como Águas Cálidas (em latim: Aquae Calidae) no período romano.
Localizada nas margens do Mar Negro, Burgas é a quarta maior cidade da Bulgária.

## População
| Burgas | Burgas | Burgas | Burgas | Burgas | Burgas | Burgas  | Burgas  | Burgas  | Burgas  | Burgas  | Burgas  | Burgas  | Burgas  | Burgas  | Burgas  | Burgas  | Burgas  | Burgas  | Burgas  |
| --- | ------ | ------ | ------ | ------ | ------ | ------- | ------- | ------- | ------- | ------- | ------- | ------- | ------- | ------- | ------- | ------- | ------- | ------- | ------- |
| Ano | 1887   | 1910   | 1934   | 1946   | 1956   | 1965    | 1975    | 1985    | 1992    | 2001    | 2002    | 2003    | 2004    | 2005    | 2006    | 2007    | 2008    | 2009    | 2010    |
| População |        |        |        | 44,449 | 72,526 | 106,115 | 144,482 | 182,549 | 195,686 | 192,390 | 192,831 | 192,566 | 190,507 | 189,529 | 189,245 | 188,887 | 187,514 | 188,861 | 193,765 |
| Fontes: Instituto Nacional de Estatísticas, „citypopulation.de“, „pop-stat.mashke.org“, Bulgarian Academy of Sciences |        |        |        |        |        |         |         |         |         |         |         |         |         |         |         |         |         |         |         |